# 堤内健
堤内 健（つつみうち たけし、1980年7月20日 - ）は、宮崎県宮崎市出身の元プロ野球選手（投手）。現在は、横浜DeNAベイスターズの打撃投手。

## 来歴・人物
宮崎日大高2年夏に甲子園に出場し、登板するも敗退。日大では、大野隆治とバッテリーを組み、同期の館山昌平がエースであった。東都大学リーグで通算45試合に登板し5勝11敗、防御率2.84。4年生秋の専修大戦で当時のリーグタイの1試合18奪三振を記録した。ドラフト9巡目で横浜ベイスターズに入団。同年自由獲得枠で共に入団した村田修一は大学のチームメイト。
2003年
8月7日の巨人戦で初登板、8月16日の広島戦でプロ初勝利。
2004年
肘の手術を受けたこともあって一軍登板はなし。二軍の湘南シーレックスでもわずか2試合の登板に終わった。
2005年
手術の影響もありこの年以降球速がやや衰え、投球のまとまりで勝負する投手になった。二軍では安定した成績をあげるものの、一軍首脳にアピールするだけの特徴がなかったことから、一軍での登板はなかった。
2007年
工藤公康の入団に伴い背番号を47から36へ変更。二軍で14試合に中継ぎや敗戦処理として登板しただけで、4年連続で一軍登板はなかった。そして10月に戦力外通告を受け現役を引退。
2008年からは、横浜の打撃投手を務める。

## 詳細情報

### 年度別投手成績
| 年 度     | 球 団     | 登 板 | 先 発 | 完 投 | 完 封 | 無 四 球 | 勝 利 | 敗 戦 | セ 丨 ブ | ホ 丨 ル ド | 勝 率 | 打 者 | 投 球 回 | 被 安 打 | 被 本 塁 打 | 与 四 球 | 敬 遠 | 与 死 球 | 奪 三 振 | 暴 投 | ボ 丨 ク | 失 点 | 自 責 点 | 防 御 率 | W H I P |
| --------- | --------- | ----- | ----- | ----- | ----- | -------- | ----- | ----- | -------- | ----------- | ----- | ----- | -------- | -------- | ----------- | -------- | ----- | -------- | -------- | ----- | -------- | ----- | -------- | -------- | ------- |
| 2003      | 横浜      | 4     | 4     | 0     | 0     | 0        | 1     | 1     | 0        | --          | .500  | 74    | 15.0     | 15       | 2           | 13       | 0     | 1        | 9        | 1     | 0        | 10    | 9        | 5.40     | 1.87    |
| 通算：1年 | 通算：1年 | 4     | 4     | 0     | 0     | 0        | 1     | 1     | 0        | --          | .500  | 74    | 15.0     | 15       | 2           | 13       | 0     | 1        | 9        | 1     | 0        | 10    | 9        | 5.40     | 1.87    |

### 記録
- 初登板・初先発：2003年8月7日、対読売ジャイアンツ23回戦（東京ドーム）、4回2失点
- 初奪三振：同上、1回裏に鈴木尚広から見逃し三振
- 初勝利・初先発勝利：2003年8月16日、対広島東洋カープ17回戦（広島市民球場）、5回1失点

### 背番号
- 47 （2003年 - 2006年）
- 36 （2007年）
- 108 （2008年 - 2014年）
- 118 （2015年 - ）